# Дарне
Дарне (фр. Darney) насеље је и општина у североисточној Француској у региону Лорена, у департману Вогези која припада префектури Епинал.
По подацима из 2011. године у општини је живело 1198 становника, а густина насељености је износила 151,26 становника/km². Општина се простире на површини од 7,92 km². Налази се на средњој надморској висини од 297 метара (максималној 351 m, а минималној 260 m).

## Демографија
| 1962. | 1968. | 1975. | 1982. | 1990. | 1999. | 2011. |
| ----- | ----- | ----- | ----- | ----- | ----- | ----- |
| 1.810 | 1.930 | 1.922 | 1.736 | 1.534 | 1.339 | 1.198 |

График промене броја становника у току последњих година